# Game Head
Game Head è stato un programma televisivo statunitense incentrato sul mondo dei video games, condotto dal giornalista Geoff Keighley su Spike TV negli Stati Uniti d'America e in Canada.
Il programa è stato trasmesso nelle prime 4 stagioni, dal 2005 al 2007, per poi cambiare nome in GT.TV (GameTrailers TV with Geoff Keighley) dal 2008 al 2013 in altre 7 stagioni, per un totale di 11 stagioni. Dal 2008 si sono affiancati come conduttori anche Amanda MacKay e Daniel Kayser.